# Tom Hayes (Politiker, 1952)
Tom Hayes (* 16. Februar 1952 in Golden, County Tipperary) ist ein irischer Politiker der Fine Gael. Er war im Oireachtas Mitglied des Dáil Éireann und des Seanad Éireann. 
Tom Hayes war zunächst über die Landwirtschaftsliste 1997 in den Seanad gewählt worden. Er versuchte bei der Nachwahl 2000, im Wahlkreis Tipperary South einen Sitz zu erobern. Es gelang ihm aber erst 2001, als Teachta Dála einzuziehen. Am 5. Juni 2013 wurde er zum Staatsminister für Lebensmittel, Gartenkultur und Lebensmittelsicherheit im Landwirtschaftsministerium der Regierung Kenny I ernannt. Mit dem Ende der Legislaturperiode schied er aus dem Amt aus. Bei den Wahlen zum Dáil Éireann 2016 verlor er seinen Sitz im Parlament.

## Privates
Tom Hayes ist mit Marian verheiratet und hat drei Söhne.